# Марисоль (телесериал)
Марисоль (исп. Marisol) — мексиканский 145-серийный сериал 1996 года, снятый на киностудии Televisa.

## Содержание
Марисоль (Эрика Буэнфиль) — бедная девушка, живущая вместе с больной матерью Софией и продающая бумажные цветы, чтобы хоть как-то помочь семье. Марио, жених Марисоль, лишь притворяется, что любит девушку, а на самом деле выманивает у неё все заработанные деньги.
В детстве Марисоль поранилась осколками зеркала, и с тех пор на её щеке красуется уродливый шрам. София часто говорит дочери, что Марисоль — внучка Алонсо Гарсеса дель Валле, богатого и знатного человека, но девушка считает, что мать просто бредит.
Много лет назад София ушла из дома отца, потому что он был против её брака с Ледесмой. Теперь Алонсо разыскивает её, не подозревая, что у него есть внучка Марисоль, которая живёт в бедности.

## Создатели сериала

### В ролях
| Актёр                                     | Роль                                                |
| ----------------------------------------- | --------------------------------------------------- |
| Эрика Буэнфиль                            | Марисоль Гарсес дель Валье-Ледесма/Вероника Сориано |
| Эдуардо Сантамарина                       | Хосе Андрес Гарсес дель Валье                       |
| Энрике Альварес Феликс                    | Лернардо Гарсес дель Валье                          |
| Клаудия Ислас                             | Ампаро Лопес де Гарсес дель Валье                   |
| Гильермо Гарсия Канту                     | Рауль Монтемар                                      |
| Серхио Басаньес                           | Марио Суарес                                        |
| Аарон Эрнан                               | Дон Алонсо Гарсес дель Валье                        |
| Эмма Лаура                                | Россана Вальверде де Гарсес дель Валье              |
| Давид Остроски                            | Мариано Руис                                        |
| Пилар Монтенегро                          | Сулема Чавес                                        |
| Алекс Ибарра                              | Франсиско «Пако» Суарес                             |
| Сокорро Бонилья                           | Донья Росита Малдонадо де Суарес                    |
| Ромина Кастро                             | Мими Кандела де Суарес                              |
| Херман Роблес                             | Басилио Гонсалес                                    |
| Вероника Лангер                           | Кармен Лопес де Педроса                             |
| Паулина Ласарено (1977-97, погибла в ДТП) | Алехандра Педроса                                   |
| Хулия Маришаль                            | Долорес                                             |
| Альберто Маягойтия                        | Рубен Линарес                                       |
| Хосе Мария Торре                          | Даниэль «Данни» Линарес                             |
| Гильермо Мюррай                           | Доктор Альваро Линарес                              |
| Иветти                                    | Камила Линарес                                      |
| Ана Мария Агирре                          | Ребека                                              |
| Алехандра Прокуна                         | Малу                                                |
| Ампаро Гарридо                            | Констанса                                           |
| Бланка Торрес                             | Донья Бланка                                        |
| Родольфо Ариас                            | Николас Михарес                                     |
| Лаура Флорес                              | Сандра Лухан                                        |
| Кристиан Руис                             | Хосе Мария Гарсес дель Валье                        |
| Рене Варси                                | Ванесса Гарсес дель Валье                           |
| Раймундо Капетильо                        | Диего Монтальво                                     |
| Марикармен Вела                           | Донья Андреа Монтальво                              |
| Алехандра Мейер                           | Донья Лоренса                                       |
| Гильермо Ривас                            | Дон Томас                                           |
| Лусия Гильмайн                            | Ромуальда Мартинес                                  |
| Ядира Сантана                             | Мариана                                             |
| Лаура Форастьери                          | Вильма                                              |
| Ирма Лосано                               | София Гарсес дель Вальде де Ледесма                 |
| Альберто Инсуа                            | Альфредо Ледесма                                    |
| Серрана                                   | Тереса                                              |
| Анастасия                                 | Йоланда «Йоли»                                      |
| Гуадалупе Боланьос                        | Дорина Капуччи                                      |
| Маркос Вальдес                            | Доктор Сальвадор Сальдивар                          |
| Альма Роза Аньорве                        | Дебора Вальверде                                    |
| Тео Тапия                                 | Родольфо Вальверде                                  |
| Шерлин                                    | София Гарсес дель Валье                             |
| Антонио Эскобар                           | Ларри Гарсия                                        |
| Мигель Гарса                              | Пиохо                                               |
| Хорхе Сантос                              | Доктор Самуэль Рейна                                |
| Альфредо Росас                            | Кастуло                                             |
| Мария Прадо                               | Донья Чанкла                                        |
| Фернандо Лосано                           | Себастьян                                           |
| Хесус Очоа                                | Дон Фортунато                                       |
| Мануэль Авила Кордоба                     | Доктор Сантос                                       |
| Алисия дель Лаго                          | Клеотильда                                          |
| Офелия Гильмайн                           | Самира                                              |
| Мигель Серрос                             | Бальестерос                                         |
| Алехандро Авила                           | Кастельо                                            |
| Марио Суарес                              | Гихано                                              |
| Сильвия Рамирес                           | Сония                                               |
| Мартин Рохас                              | Маноло                                              |
| Эктор Альварес                            | Доктор Гарсия                                       |
| Рауль Кастельянос                         | Нино                                                |
| Артуро Пениче                             | Хуан Висенте Морелос                                |
| Вероника Гальярдо                         | Камео                                               |
| Энрике Иглесиас                           | Камео                                               |

### Административная группа
Литературное либретто:
- оригинальный текст — Инес Родена

Режиссура:
- режиссёр — постановщик — Хулиан Пастор

Музыка:
- вокал — Энрике Иглесиас

Администраторы:
- генеральный продюсер — Хуан Осорио Ортис

## Награды и премии

### TVyNovelas(1997)
Теленовелла была номинирована 4 раза на премию, однако ни в одной из них ей не удалось победить.
- Лучшая теленовелла — Хуан Осорио Ортис — ПРОИГРЫШ.
- Лучшая актриса — Эрика Буэнфиль — ПРОИГРЫШ.
- Лучший актёр — Эдуардо Сантамарина — ПРОИГРЫШ.
- Лучшая великая актриса — Клаудия Ислас — ПРОИГРЫШ.

## Дубляж на русский язык и трансляция в России
- На русский язык теленовелла дублирована и озвучена телекомпанией ТНТ-телесеть в 1998 году.
- Теленовелла транслировалась в России телеканалом ТНТ в 1998—2001 годах.

## Музыка
Исполнителем песни к заставке телесериала Марисоль является известный испанский певец и актёр Энрике Иглесиас, на диски которого всегда были огромные и кассовые спросы. Выпущенные диски Энрике Иглессиаса с саундтреком к сериалу оказались настолько популярными, что раскупились меньше чем за месяц после продажи, а песня Энрике Иглессиаса к заставке сериала Марисоль всегда занимала первые строчки латиноамериканских хит-парадов, даже песня получила несколько музыкальных премий и наград.